# 디에고 데 알마그로

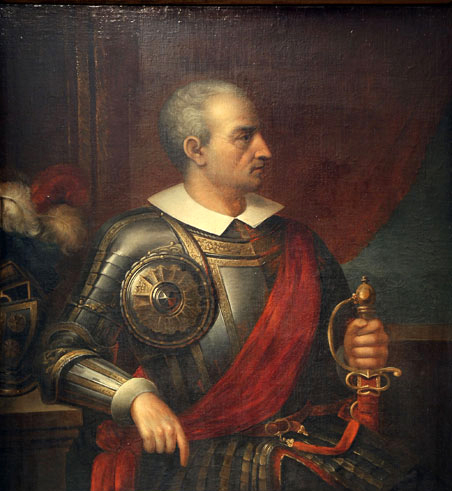

디에고 데 알마그로(Diego de Almagro, 1475년 경 – 1538년 7월 8일)는 남미 서부 지역에서 공적을 세운 스페인 콩키스타도르이다. 그는 스페인의 페루 정복에 프란시스코 피사로와 함께 참여했다. 잉카 제국을 정복하는 동안 그는 현재의 에콰도르와 페루에 각각 스페인 도시인 키토와 트루히요 (페루)의 기초를 놓았다. 페루에서 알마그로는 스페인 최초의 군사 원정대를 칠레 중부로 이끌었다. 페루로 돌아온 잉카의 옛 수도 쿠스코에 대한 지배권을 놓고 피사로와 오랜 갈등이 벌어졌고, 두 정복자 집단 사이의 내전이 발발했다. 1538년 라스 살리나스 전투에서 알마그로는 피사로 형제에게 패하고 몇 달 후 처형당했다.

## 같이 보기
- 페루 정복
- 칠레의 역사
- 페드로 데 발디비아